# رقيب روماني
الرقيب الروماني كان منصباً في روما القديمة يتولَّى صاحبه الإشراف على إحصاءات السكان في الدولة، إضافةً إلى تولي قليل من الشؤون المالية. كما تضمَّن دور الرقيب تنظيماً أخلاقياً للحياة في روما، ممَّا جعل اسم هذا المنصب الأصل لمصطلح «الرقابة» الأجنبي.

## ظهور المنصب
كان أول من عيَّن رجالاً لتنفيذ مهمة الإحصاء السكاني في الدولة الرومانية هو الملك سيرفيوس توليوس، سادس ملوك روما في تاريخ المدينة. بعد سقوط المملكة وظهور الجمهورية الرومانية مكانها، انتقلت مسؤولية تنفيذ الإحصاء السكاني إلى مسؤولين حكوميين معروفين بالقناصل، وذلك حتى سنة 443 ق.م. لكن في السنة التالية 442 ق.م لم يُنتخَب أي قنصل في روما، إنَّما نصب مكانهم أطربونات ذوو صلاحيات معادلة للقناصل، وهي حركة سياسية أدَّاها أفراد طبقة البليبس (العامَّة) في سبيل أن يحصلوا على نفوذٍ أعلى بالدولة (حسب القوانين السائدة آنذاك، كان من الواجب على القنصل أن ينتمي إلى طبقة الباتريكيانيين أو النبلاء، بينما كان يمكن للأطربون أن يكون من النبلاء أو العامة على حدّ سواء). لمنع العامَّة من التحكم بإحصاء السكان، جنحَ النبلاء إلى سحب صلاحية إجراء الإحصاء من القناصل والأطربونات على حدّ سواء، ونصَّبوا رجلين جديدَين تقتصر مهمتهما في الدولة على تنفيذ الإحصاء، ولا يمكن أن يشارك بانتخباهما إلا النبلاء أنفسهم، لضمان إبقاء العامة بعيدين. هذا هو المنصب الذي أصبح يُعرَف باسم الرقيب الروماني.
خلال فترة أصلاحات أبيوس كلوديوس كايكوس أزادت هيبة منصب الرقيب. ظلَّ المنصب حكراً على النبلاء الرومان حتى سنة 351 ق.م، عندما نُصِّب غايوس مارسيوس روتليوس ليكون أوَّل رقيب روماني من طبقة العامة. بعد ذلك باثني عشر عاماً في سنة 339 ق.م، أصبح القانون يفرض أن يكون أحد الرقيبين المنتخبين سنوياً من طبقة العامة إلزاماً، بينما يكون الآخر من النبلاء. حصل لأول مرة في سنة 131 ق.م أن يكون كلا الرقيبين المنتخبين في الآن ذاته من العامَّة.